# Musa thomsonii
Musa thomsonii är en enhjärtbladig växtart som först beskrevs av King och Baker, och fick sitt nu gällande namn av Adeline May Cowan och Cowan. Musa thomsonii ingår i släktet bananer, och familjen bananväxter. Inga underarter finns listade i Catalogue of Life.